# اوبرنوواتس
اوبرنوواس (به صربی: Обреновац) شهری در استان زنتراصربین کشور صربستان است که جمعیت آن در سال ۲۰۰۶ میلادی ۲۴٫۲۲۹ نفر بوده‌است.

## جستارهای وابسته

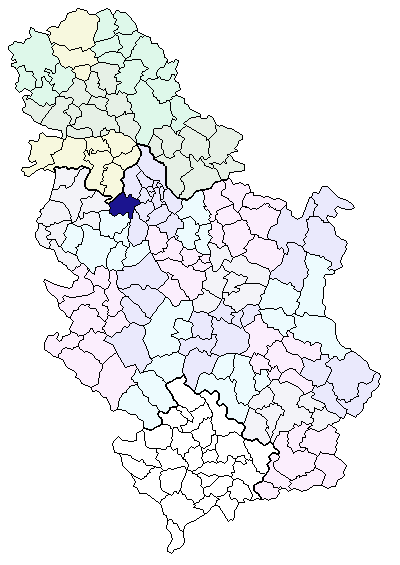